# Tall Ulu al-Ula
Tall Ulu al-Ula – wieś w Syrii, w muhafazie Al-Hasaka. W 2004 roku liczyła 631 mieszkańców.